# Thermodruck
Mit Thermodruck bezeichnet man eine Reihe von Druck-Verfahren, die auf punktueller Hitzeeinwirkung beruhen. Das Verfahren wird heute meist bei Kassendruckern, für Parktickets und Fahrkarten verwendet.

## Die Technik

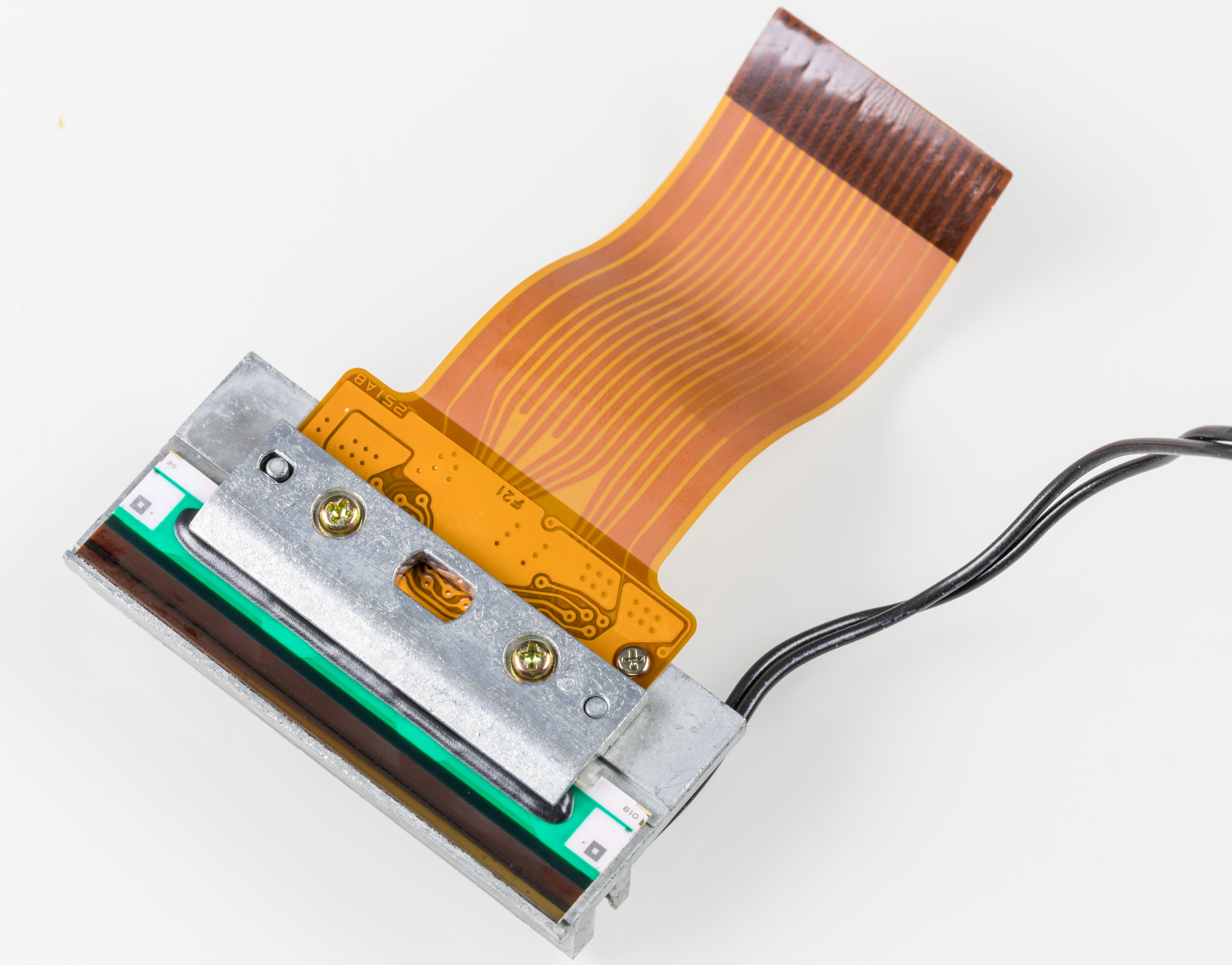
Thermodruckkopf

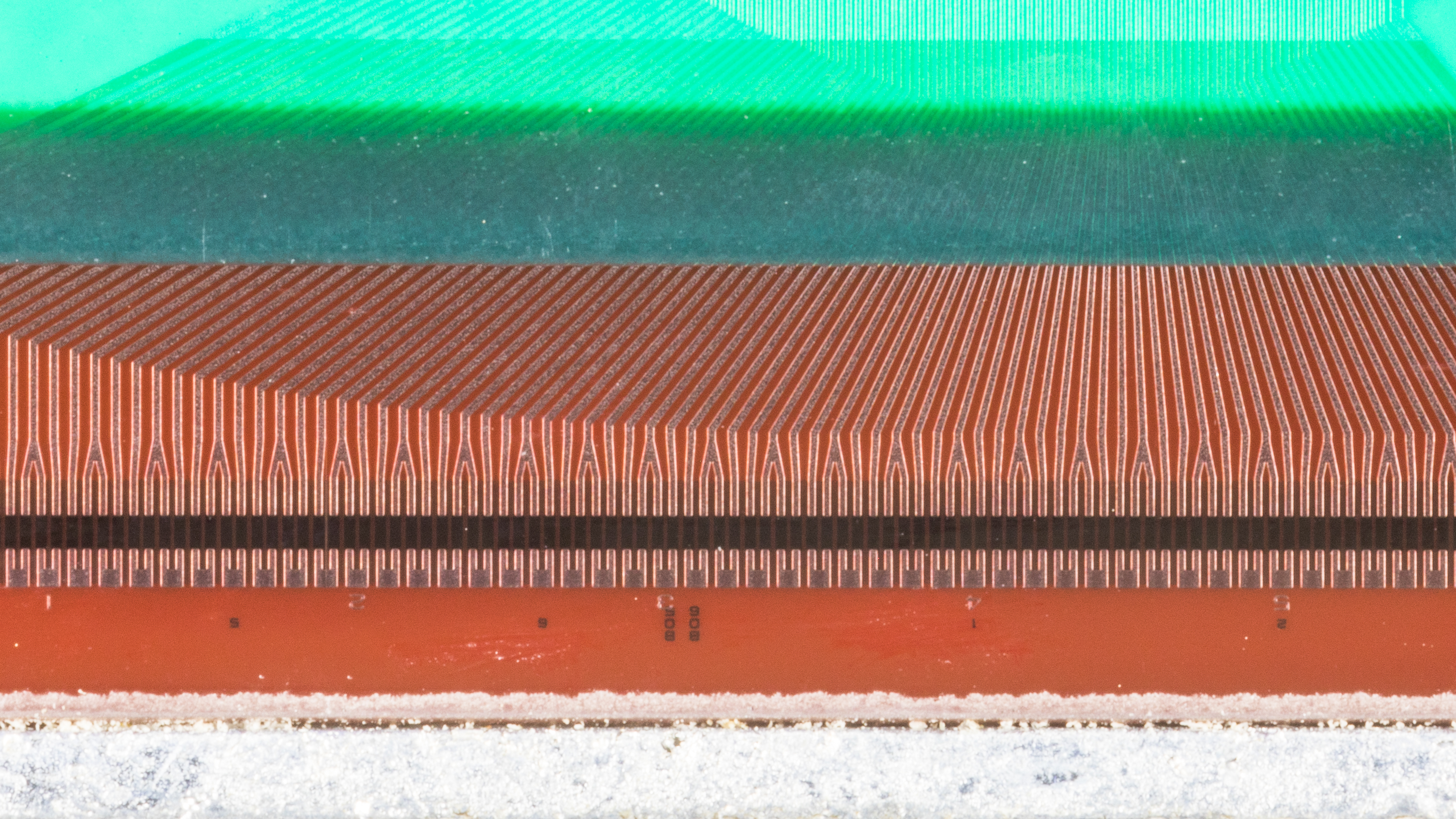
Detail: Kammstruktur des Druckkopfes

Zum Drucken wird das Papier (oder ein anderes Medium) an einem Thermodruckkopf bzw. einer Thermozeile vorbei bewegt. Diese Baugruppe, die aus einem Feld kleiner Heizwiderstände besteht, wird von den Herstellern als Thermokamm bezeichnet. Vor allem einfache Thermodirektdrucker, die in medizinischen Messgeräten integriert sind, werden daher auch als Thermokammdrucker bezeichnet. Durch genügend hohe Wärmeableitung wird eine ausreichend kleine thermische Zeitkonstante dieser Heizelemente erreicht, um eine Papierbahn bei fortlaufender Bewegung mit hoher Auflösung bedrucken zu können. Die Druckdichte wird hier sowohl in Dots Per Inch (dpi) als auch gelegentlich in Dots Per Millimetre (dpmm) angegeben.
Übliche Druckdichten sind 6, 8, 12 oder 24 dpmm (entsprechend 150, 200, 300 oder 600 dpi), es existieren jedoch noch feinere. Die Druckköpfe sind empfindlich gegen Verschmutzung vor allem durch metallhaltigen Staub, dessen Ablagerungen einen Kurzschluss zwischen den Thermowiderständen herbeiführen können.
Als Kassendrucker sind viele Thermo- und Thermotransferdrucker besonders auf den Druck von Barcodes vorbereitet. Die meisten Modelle haben eine dedizierte Druckersprache implementiert. Als solche ist ESC/P (Druckstandard von Epson) fast bei jedem Drucker in Kassensystemen zu finden (weitere Sprachen sind z. B. ZPL bei Zebra, Easyplug bei Avery Dennison, JScript bei cab oder TPCL bei Toshiba). Die Befehlssätze enthalten spezielle Kommandos zum Drucken von Barcodes. Daher sind diese Geräte auch als „Barcodedrucker“ geläufig.
Bei den Thermodruckern gibt es im Wesentlichen drei Drucktechniken:

### Thermodirektdruck

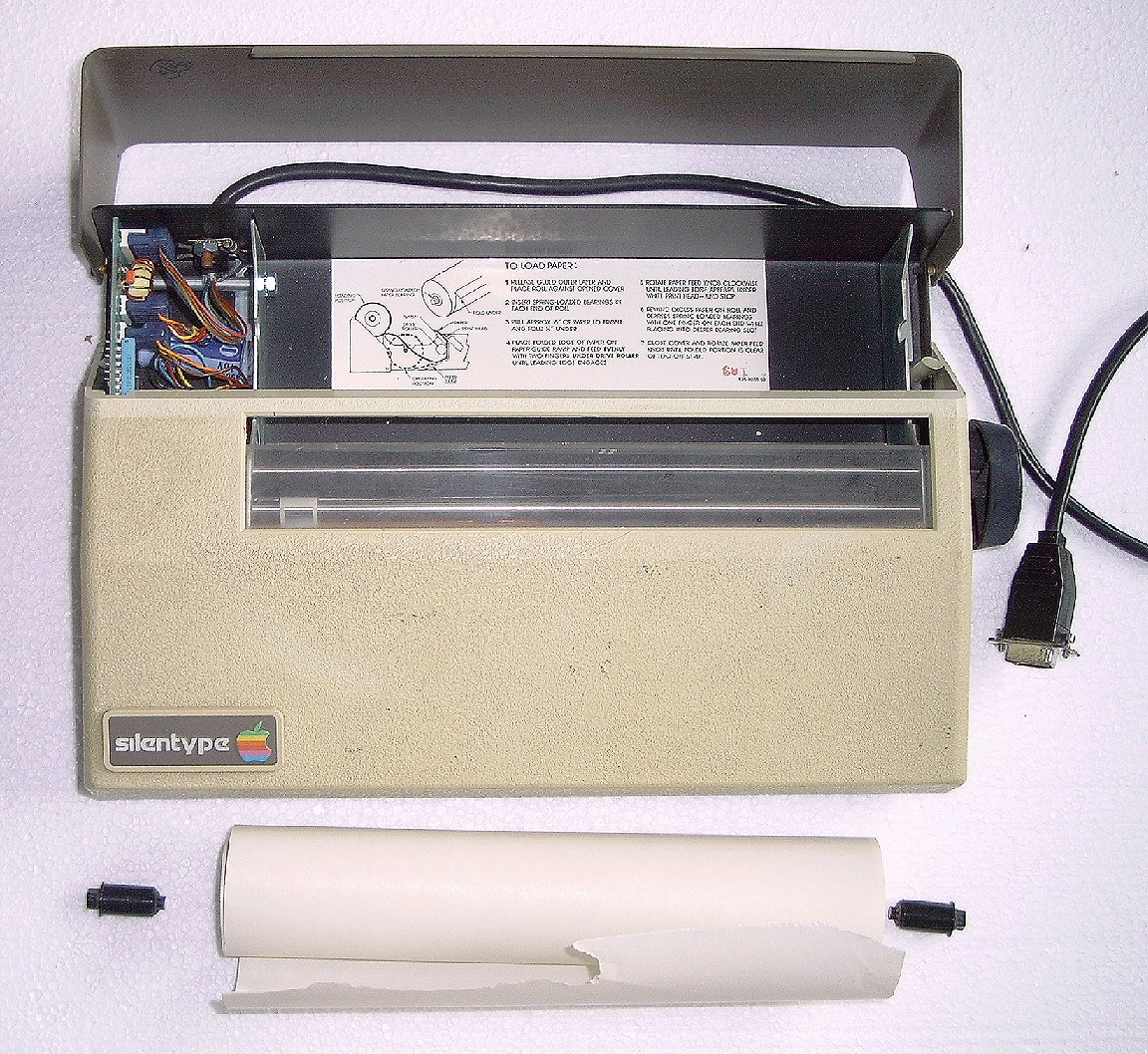
Thermodirektdrucker von Apple – Silentype (ab 1980)

Mit einem Thermodruckkopf bzw. einer Thermoleiste wird dabei direkt auf ein thermosensitives Spezialpapier gedruckt, welches sich bei Erhitzung schwärzt. Die Ausdrucke sind meist einfarbig; Graustufen werden in der Regel gerastert, da sie sich durch Temperatursteuerung nur begrenzt einstellen lassen. Gegebenenfalls kommt auch dichromatisches Papier mit zwei verschiedenen Farben unterschiedlicher Temperaturempfindlichkeit zur Anwendung.
Die ersten Thermo(direkt)drucker wurden für preisgünstige Faxgeräte eingesetzt. Zu den heute verbreiteten Anwendungsbereichen gehören der Druck von Kassenbons, Quittungen, Versandetiketten, Parkscheinen, Eintritts- und Fahrkarten, wissenschaftlichen und medizinischen Messprotokollen, Barcodeauszeichnungen, Preisschildern (z. B. bei Selbstbedienungs-Obst- und -Gemüsewaagen) und vielen weiteren Arten von Etiketten. Im Privatbereich kommen Thermodrucker besonders noch in preiswerten Faxgeräten zur Anwendung, waren früher jedoch als Drucker für Heimcomputer oder Taschenrechner weiter verbreitet.
Klassisches Thermopapier ist unter anderem licht- und temperaturempfindlich. Daher verlangen Finanzämter in verschiedenen Ländern dauerhafte Kopien von Thermodruckkaufbelegen. Bei Auswahl geeigneter Thermopapiere sind bei licht- und hitzegeschützter Lagerung die Ausdrucke jedoch auch nach vielen Jahren noch lesbar. Heutiges Papier zeigt außerdem deutlich verbesserte Resistenz gegen Umwelteinflüsse. Dies wird zum Teil durch Aufbringen einer Schutzschicht (Topcoat), aber auch durch verbesserte Rezepturen erreicht.
Der Thermodirektdruck hat den Vorteil, dass er ohne farbenliefernde Verbrauchsmaterialien wie z. B. Farbbänder auskommt. Da der Drucker nur wenige bewegliche Teile hat, ist seine Lebensdauer erheblich höher als z. B. die von Nadeldruckern und Tintenstrahldruckern. Außerdem kommen Geräte für den Papierrolleneinsatz, vom Nachfüllen der Papierrolle abgesehen, zuverlässig ohne jegliche Wartung aus. Dadurch ist auch der annähernd vandalismussichere und wetterfeste Einsatz im Außenbereich möglich. Außerdem sind so sehr kompakte Bauformen möglich. Er war in dieser Hinsicht lange Zeit eine Alternative zum Metallpapierdrucker, der sich aufgrund des teuren Spezialpapiers nicht dauerhaft durchsetzen konnte.
Im Thermokopierer braucht die Vorlage sogar nur mit einer starken Lampe bestrahlt zu werden. Die dunklen Farbflächen erhitzen sich stärker und werden so beim direkten Kontakt mit Thermopapier auf selbigem abgebildet. Manche Thermodrucker eignen sich sowohl für den Thermodirektdruck als auch für den Thermotransferdruck (s. u.) und können zwischen diesen beiden Betriebsarten umgeschaltet werden.
Mit der patentierten Zink-Drucktechnik ist es seit 2008 mit entsprechenden Thermodirektdruckern auch möglich, beliebige Farbdrucke (z. B. auch Farbfotos) zu erstellen, indem je Grundfarbe unterschiedliche weiße kristalline Farbpartikel durch thermische Impulse unterschiedlicher Temperatur und Einwirkdauer aktiviert („gefärbt“) werden.

### Thermotransferdruck
Beim Thermotransferdruck wird eine spezielle, mit temperaturempfindlicher Farbe beschichtete Folie zwischen dem Papier und einem Thermodruckkopf hindurch geführt, der Hunderte von computergesteuerten Heizelementen besitzt, die das Druckbild übertragen. Wird ein Heizelement angesteuert und dessen Kopf erhitzt, schmilzt in der Folie die Farbschicht und wird auf das Papier übertragen. Ihre glatte Oberfläche sorgt für einen exakten Farbaufdruck und erzielt eine präzise Druckqualität. Diese Art Druck ist leicht durch einen höheren Oberflächenglanz als bei den meisten anderen Druckverfahren erkennbar. Während beim Thermodirektdruck Graustufen in schlechter Qualität möglich sind, können Halbtöne im Transferdruck generell nur gerastert auf das Papier übertragen werden, da sich die Farbschicht immer nur vollständig von der Folie lösen lässt.
Da sämtliche Druckausgaben auf der verbrauchten Thermotransferfolie dauerhaft lesbar bleiben, besteht für sicherheitskritische Anwendungen bei Banken, Industrie und Behörden ein konkretes Datenschutz-Sicherheitsrisiko. Um dies zu umgehen, müssen die Transferfolien nach dem Druck physisch zerstört werden (zerstückelt oder thermisch zersetzt).
Das Druckmedium braucht bei diesem Verfahren nicht unbedingt (Normal-)Papier zu sein. Es muss lediglich die Folie und die Temperatur auf das zu bedruckende Medium abgestimmt werden, dann können die meisten festen Oberflächen bedruckt werden. Einschränkungen liegen vorwiegend in der Verfügbarkeit geeigneter Transferfolien.
Eingesetzt wird ein Thermotransferdrucker oft zum Druck von dauerhaften Etiketten, die beispielsweise auf lang haltbaren Gütern zur Teilekennzeichnung mit Seriennummern aufgebracht werden und die gesamte Lebensdauer dieses Teiles überdauern sollen. Thermotransferdruck gehört daneben zu den häufigen Druckverfahren für das direkte Bedrucken dreidimensionaler Objekte. Für den automatisierten Produktionsprozess werden geeignete Drucker – oft als Bestandteil von Industrierobotern – aus Standardkomponenten (Baugruppen) individuell konfiguriert.
Für den Thermotransferdruck kommen verschiedene Farbbänder zum Einsatz:
- Farbband aus Wachs: Eignet sich für geringe Druckhitze und bei Bedarf auch für hohe Druckgeschwindigkeiten auf Oberflächen aus Papier oder Karton.
- Farbband Wachs/Harz: Diese Farbbänder bestehen aus einer Mischung aus Wachs und Harz. Kann auf Oberflächen aus Papier und Karton sowie auf Folienetiketten aus Polyethylen, PVC, Polyester oder Polypropylen verwendet werden. Damit kann eine erhöhte Widerstandsfähigkeit gegen äußere Einflüsse erreicht werden zum Beispiel ist der Druck auf Papier wischfest und kratzfest.
- Farbband Harz: Können bei sehr hohen sowie sehr geringen Temperaturen verwendet werden. Zum Einsatz kommen diese Farbbänder bei Folienetiketten aus Polyethylen, PVC, Polyester oder Polypropylen wie zum Beispiel beim Druck von Barcodes. Mit dieser Variante kann ein Maximum an Widerstandsfähigkeit erreicht werden.

### Thermosublimationsdruck
Ein ähnliches Verfahren ist der Thermosublimationsdruck. Der Unterschied liegt darin, dass die auf der Trägerfolie aufgebrachten Farbstoffe durch Zuführen von Wärme verdampft werden. Hierbei geht der Farbstoff direkt vom festen in den gasförmigen Zustand über (Sublimation). Der gasförmige Farbstoff dringt in das zu bedruckende Material ein (bei Papier) oder schlägt sich darauf nieder (bei Kunststoff). In Abhängigkeit von der jedem Druckpunkt zugeführten Energiemenge wird auch die Menge der zu übertragenden Farbe (bis zu 64 Abstufungen pro Farbe) gesteuert, wodurch eine hohe Farbauflösung erreicht wird und brillante Farben entstehen. Nachteile sind jedoch die langsame Druckgeschwindigkeit, da je Druckvorgang immer nur eine Farbe zur gleichen Zeit aufgebracht werden kann, sowie hohe Kosten (insbesondere auch durch im Vergleich zu anderen Druckverfahren lange Aufwärmzeiten des Geräts zwischen Einschalten und der ersten Druckbereitschaft). In vielen Fällen muss das Druckbild im letzten Durchgang mit einer transparenten Schutzschicht abgedeckt werden, um die nötige Haltbarkeit und Abriebfestigkeit zu erreichen. Da das Verfahren besonders für den Ausdruck von digitalen Bildern benutzt wird, muss je (Farb-)Pixel bis zu vier Mal dieselbe Druckposition präzise angesteuert werden, um mit den üblichen vier Standarddruckfarben (Cyan, Magenta, Gelb und Schwarz) den gewünschten Farbton zu erzeugen. Weil die vier Farben getrennt voneinander und periodisch nacheinander auf der Farbträgerfolie in jeweils genau gleichen Abständen zur Verfügung stehen, wird meist nach erfolgtem Einfarbausdruck einer Druckzeile oder eines Druckbereichs (was so den Farbversatz definiert) die Trägerfolie zum Folge-Kader mit der nächsten Farbe transportiert und der Vorgang mit dieser wiederholt, bis alle vier Farben aufgebracht sind.
Die Druckergebnisse sind von höchster Qualität und einem herkömmlichen Farbabzug vom Negativ sehr ähnlich. Anwendungsgebiete waren in der Frühzeit der Digitalfotografie vor allem Fotostudios, heute werden sie wegen der hervorragenden Druckqualität bei gleichzeitig kompakter und preiswerter Bauweise hauptsächlich noch für die private Verwendung eingesetzt und weichen hier zunehmend der preiswerteren Tintenstrahltechnik. Einige Geräte können direkt (über Bluetooth oder Infrarotschnittstelle) an Digitalkameras angeschlossen und als mobile Drucklösung unterwegs verwendet werden.

#### Datensicherheit
Auf den dünnen Transferfolien bleiben – ähnlich wie bei Schreibmaschinen-Karbonbändern oder Durchschlagpapier – Farbauszug-Negative der Ausdrucke zurück. Das ist ein Problem für die Datensicherheit, denn die verbrauchten Folien können nicht durch übliche Aktenvernichter unleserlich gemacht werden.

## Einschränkungen
Durch das Aufheizen und Abkühlen der Heizelemente ist die (Rand-)Schärfe in Druckrichtung geringer als in Querrichtung. Insbesondere beim Druck von Barcodes empfehlen die Hersteller deshalb, diese immer so anzuordnen, dass die Balken längs zur Druckrichtung ausgegeben werden. Hierbei besteht jedoch das Risiko, dass bei einem oder mehreren defekten Heizelementen weiße Linien (Fehlstellen) parallel zur Richtung der Barcode-Linien entstehen, die den Barcode wiederum beeinträchtigen.
Die Druckauflösung ist bei manchen Modellen unsymmetrisch (anisotrop). Das Auflösungsvermögen quer zur Druckrichtung ist durch die Dichte der Heizelemente begrenzt, in Druckrichtung kann die Auflösung jedoch durch die Druckgeschwindigkeit und die Dynamik beim Aufheizen der einzelnen Elemente beeinflusst werden. So entstehen Auflösungen von beispielsweise 300 × 600 dpi oder 200 × 120 dpi.
Thermodirektdrucker können auf herkömmlichem Thermopapier nur schwarz-weiß drucken; auf mit „Farbzonen“ vorkonfiguriertem Papier sind jedoch auch monochrome Drucke in mehreren Farben möglich, pro Farbzone je eine Farbe. Es eignet sich für vorstrukturierte Druckausgaben wie z. B. Etiketten.
Thermotransferdrucker können mehrere Thermotransferfolien verwenden und so mehrfarbig drucken, sind jedoch auf eine Farbe pro Druckvorgang beschränkt. Ein zweifarbiger Druck ist entweder durch synchronisierte Drucker oder einen Drucker mit zwei Druckwerken möglich.